# سوق باب الجابية
سوق باب الجابية هو أحد أسواق دمشق التاريخية، يقع داخل وخارج باب الجابية، كانت فيه دكاكين مختلفة المبيع، واليوم يختص قسمه الداخلي ببيع الملبوسات الشعبية، وحلت ساحة باب الجابية محل السوق الأقدم.